# Socialist Labour Party (1903)
Die Socialist Labour Party (deutsch: Sozialistische Arbeiterpartei, SLP) war eine sozialistische Partei im Vereinigten Königreich. Sie spaltete sich 1903 von der Social Democratic Federation (SDF) ab, initiiert durch James Connolly, Neil Maclean und andere SDF-Mitglieder, die von dem US-amerikanischen Sozialisten Daniel De Leon und seiner Socialist Labor Party of America beeindruckt waren.

## Geschichte
Innerhalb der SDF zeichnete sich 1902 im Umfeld von Connollys Zeitschrift The Socialist eine Tendenz zur Abspaltung ab, und als 1903 ein führendes Parteimitglied ausgeschlossen wurde, trat die Mehrheit der schottischen SDF-Mitglieder aus und gründete die Socialist Labour Party als neue Partei. Trotz der deutlichen Unterstützung in Schottland kam die Mehrheit der Mitglieder stets aus England.
Die Partei hieß zunächst Glasgow Socialist Society, benannte sich aber im August 1903 um, um ihren landesweiten Anspruch auszudrücken. Sie betrachtete sich als fundamentalistisch und verweigerte jede Zusammenarbeit mit Reformern wie der Independent Labour Party.
1919 hatte die SLP über 1000 Mitglieder und betätigte sich aktiv in der Bekanntmachung des Kampfes für nationale Selbstbestimmung in Irland. Die Partei war stolz darauf, einen der Führer der irischen Befreiungsbewegung, James Connolly, in den Reihen ihrer Gründer zu haben.
Nach den Erfolgen der russischen Bolschewiki in der Oktoberrevolution begann die SLP Gespräche mit der British Socialist Party (BSP) mit dem Ziel, eine britische kommunistische Partei zu gründen. Die Parteiführung konnte jedoch nicht einem von der BSP geplanten Anschluss an die Labour Party zustimmen und lehnte daher die Vereinigung mit der Communist Party of Great Britain ab.
Reste der SLP wurden von William Cotten neu aufgestellt und waren noch jahrelang tätig. Obwohl die Partei um 1960 in den letzten Zügen lag, wurde sie durch jüngere Mitglieder wiederbelebt und löste sich erst 1980 auf.

## Neugründung
1996 wurde unter demselben Namen eine neue Partei gegründet.